# Mathis Lachuer
Mathis Lachuer (Amiens, 31 agosto 2000) è un calciatore francese, centrocampista svincolato.

## Biografia
Suo padre Julien e suo zio Yann sono stati a loro volta calciatori professionisti. Ha origini martinicane tramite la madre.

## Carriera
Lachuer è cresciuto nel settore giovanile dell'Amiens, con cui ha firmato il primo contratto professionistico nell'estate del 2020. Il 2 febbraio 2021 ha debuttato in prima squadra nell'incontro di Ligue 2 perso 2-0 contro il Pau ed il 20 ottobre ha prolungato il contratto fino al 2024.
Il 18 agosto 2023 è stato acquistato a titolo definitivo dal Mirandés, con cui ha firmato un biennale. Il 3 febbraio 2024 ha segnato il suo primo gol fra i professionisti nell'incontro di Segunda División vinto 3-0 contro il Villarreal B.

## Statistiche
Statistiche aggiornate al 29 dicembre 2024.

### Presenze e reti nei club
| Stagione        | Squadra         | Campionato      | Campionato | Campionato | Coppe nazionali | Coppe nazionali | Coppe nazionali | Coppe continentali | Coppe continentali | Coppe continentali | Altre coppe | Altre coppe | Altre coppe | Totale | Totale | Totale |
| Stagione        | Squadra         | Comp            | Pres       | Reti       | Comp            | Pres            | Reti            | Comp               | Pres               | Reti               | Comp        | Pres        | Reti        | Pres   | Reti   |        |
| --------------- | --------------- | --------------- | ---------- | ---------- | --------------- | --------------- | --------------- | ------------------ | ------------------ | ------------------ | ----------- | ----------- | ----------- | ------ | ------ | ------ |
| 2019-2020       | Amiens 2        | N3              | 11         | 0          | -               | -               | -               | -                  | -                  | -                  | -           | -           | -           | 11     | 0      |        |
| 2021-2022       | Amiens 2        | N3              | 1          | 1          | -               | -               | -               | -                  | -                  | -                  | -           | -           | -           | 1      | 1      |        |
| 2022-2023       | Amiens 2        | N3              | 1          | 0          | -               | -               | -               | -                  | -                  | -                  | -           | -           | -           | 1      | 0      |        |
| Totale Amiens 2 | Totale Amiens 2 | Totale Amiens 2 | 13         | 1          |                 | -               | -               |                    | -                  | -                  |             | -           | -           | 13     | 1      |        |
| 2020-2021       | Amiens          | L2              | 12         | 0          | CF              | 1               | 0               | -                  | -                  | -                  | -           | -           | -           | 13     | 0      |        |
| 2021-2022       | Amiens          | L2              | 30         | 0          | CF              | 6               | 0               | -                  | -                  | -                  | -           | -           | -           | 36     | 0      |        |
| 2022-2023       | Amiens          | L2              | 23         | 0          | CF              | 1               | 0               | -                  | -                  | -                  | -           | -           | -           | 24     | 0      |        |
| Totale Amiens   | Totale Amiens   | Totale Amiens   | 65         | 0          |                 | 8               | 0               |                    | -                  | -                  |             | -           | -           | 73     | 0      |        |
| 2023-2024       | Mirandés        | SD              | 23         | 1          | CR              | 2               | 0               | -                  | -                  | -                  | -           | -           | -           | 25     | 1      |        |
| 2024-2025       | Mirandés        | SD              | 20         | 1          | CR              | 1               | 0               | -                  | -                  | -                  | -           | -           | -           | 21     | 1      |        |
| Totale Mirandés | Totale Mirandés | Totale Mirandés | 43         | 2          |                 | 3               | 0               |                    | -                  | -                  |             | -           | -           | 46     | 2      |        |
| Totale carriera | Totale carriera | Totale carriera | 121        | 3          |                 | 11              | 0               |                    | -                  | -                  |             | -           | -           | 132    | 3      |        |